# Ласін (гміна)
Гміна Ласін (пол. Gmina Łasin) — місько-сільська гміна у північній Польщі. Належить до Ґрудзьондзького повіту Куявсько-Поморського воєводства.
Станом на 31 грудня 2011 у гміні проживало 8348 осіб.

## Площа
Згідно з даними за 2007 рік площа гміни становила 136.58 км², у тому числі:
- орні землі: 83.00%
- ліси: 4.00%

Таким чином, площа гміни становить 18.75% площі повіту.

## Населення
Станом на 31 грудня 2011:
| Опис     | Загалом | Загалом | Чоловіки | Чоловіки | Жінки | Жінки |
| -------- | ------- | ------- | -------- | -------- | ----- | ----- |
| одиниця  | осіб    | %       | осіб     | %        | осіб  | %     |
| все      | 8348    | 100     | 4125     | 49.41    | 4223  | 50.59 |
| міське   | 3406    | 100     | 1601     | 47.01    | 1805  | 52.99 |
| сільське | 4942    | 100     | 2524     | 51.07    | 2418  | 48.93 |

## Сусідні гміни
Гміна Ласін межує з такими гмінами: Біскупець, Ґардея, Ґрута, Кіселіце, Роґужно, Свеце-над-Осою.